# Polyommatus myrza
Polyommatus myrza är en fjärilsart som beskrevs av Otto Staudinger 1874. Polyommatus myrza ingår i släktet Polyommatus och familjen juvelvingar. Inga underarter finns listade i Catalogue of Life.